# Olanu
Olanu è un comune della Romania di 3 367 abitanti, ubicato nel distretto di Vâlcea, nella regione storica della Muntenia. 
Il comune è formato dall'unione di 6 villaggi: Casa Veche, Cioboți, Dragioiu, Nicolești, Olanu, Stoicănești.